# Batepenaeopsis
Batepenaeopsis is een geslacht van kreeftachtigen uit de klasse van de Malacostraca (hogere kreeftachtigen).

## Soorten
- Batepenaeopsis tenella (Spence Bate, 1888)
- Batepenaeopsis venusta (de Man, 1907)